# کوشی‌کاتسو
کوشی‌کاتسو، کوشی‌آگه (به ژاپنی: 串カツ Kushikatsu) نوعی غذا در آشپزی ژاپنی است که به روش به سیخ کشیدن گوشت و سبزیجات و روغن‌پزی عمیق آن تهیه می‌شود. در زبان ژاپنی کوشی به معنای «سیخ» و کاتسو به معنای کتلت پخته شده در روغن‌پزی عمیق است.